# Guerra ruso-turca (1568-1570)
La guerra ruso-turca (1568-1570) (que se hace referencia en las fuentes otomanas como la Expedición de Astracán) fue una guerra entre el zarato de Rusia y el Imperio Otomano. El casus belli fue el Kanato de Astracán.
En 1556, el Kanato de Astracán fue conquistado por Iván el Terrible, que había construido una nueva fortaleza en una colina empinada con vistas al Volga.  En 1568, el gran visir Sokollu Mehmet Paşa, que era el verdadero poder en la administración del Imperio otomano bajo Selim II, inició el primer encuentro entre el Imperio Otomano y su futuro rival del norte. 
Los resultados presagiaban los muchos desastres venideros. Un plan había sido confeccionado en Constantinopla para unir los ríos Volga y Don en un canal, y en el verano de 1569 un numeroso contingente de jenízaros y caballería fue enviado para poner sitio a Astracán y comenzar asimismo los trabajos de construcción del canal, mientras que una flota naval otomana sitiaba Azov. Pero una incursión de la guarnición sitiada de Astracán hizo retroceder a los sitiadores. Alrededor de quince mil combatientes rusos, bajo el mando de Knes Serebianov, atacaron y dispersaron a los trabajadores del canal y al destacamento tártaro encomendado de su protección. Además, finalmente, la armada otomana fue destruida por una tormenta. A comienzos de 1570, los embajadores de Iván IV el Terrible firmaron en Constantinopla un tratado que restauraba las relaciones amistosas entre el sultán otomano y el zar ruso.
En su camino a casa, hasta el 70 % de los soldados y trabajadores murió congelado en las estepas o fue víctima de ataques circasianos.
El Imperio Otomano, aunque militarmente derrotado, insistió en el paso seguro para los peregrinos y comerciantes musulmanes de Asia Central, así como la destrucción de la fortaleza rusa en el río Térek.